# Jörg Demus
Jörg Demus (Sankt Pölten, 2 de dezembro de 1928 — Viena, 16 de abril de 2019) foi um compositor, professor, musicólogo e aclamado pianista austríaco.
Filho de um historiador e uma violinista, cedo demonstrou possuir talento musical. Foi introduzido no piano aos 6 anos por seu avô. Matriculou-se na Academia de Música de Viena aos 11 anos, recebendo instrução em piano, composição e regência de Walter Kelschbaumer, Hans Swarowsky, Josef Krips e Joseph Marx. Deu seu primeiro recital público aos 15 anos na Sala Brahms da Wiener Musikverein. Formado em 1945, aperfeiçoou-se em Paris com Yves Nat e em Salzburgo com Walter Gieseking. Também teve aulas com Wilhelm Kempff, Arturo Benedetti Michelangeli, Edwin Fischer e outros mestres consagrados. Em 1956 venceu o Concurso Internacional de Piano Ferruccio Busoni.
Fez turnês nos quatro continentes, recebendo ampla aclamação, sendo considerado um dos principais pianistas austríacos do pós-Guerra. Junto com Paul Badura-Skoda e Friedrich Gulda, era chamado de um dos "Três Áses de Viena". Deixou mais de 350 LPs e mais de 200 CDs gravados, centrando seus interesses na música germânica, destacando-se os compositores Bach, Haydn, Mozart, Beethoven, Schubert e Schumann. Gravou a obra completa de Bach para teclado e os ciclos integrais das sonatas para piano de Schumann e Debussy.
Também era muito apreciado como acompanhador, trabalhando com cantores como Elly Ameling, Elisabeth Schwarzkopf e Dietrich Fischer-Dieskau e instrumentistas como Antonio Janigro e Josef Suk. Em sua base em Salzburgo ministrava masterclasses todos os verões. Lecionou nas academias de música de Viena e Stuttgart e publicou uma série de ensaios e livros de teoria musical, incluindo Abenteuer der Interpretation (Aventuras de Interpretação, 1967) e Die Klaviersonaten von Ludwig van Beethoven (As Sonatas para Piano de Ludwig van Beethoven, 1970). Como compositor deixou obras em vários gêneros, incluindo música para piano, música de câmara, canções e ópera, em um estilo geralmente conservador.
Colecionava instrumentos históricos e é lembrado ainda por ter sido um dos pioneiros do movimento de revivalismo da música antiga, sendo influenciado pelo trabalho de Isolde Ahlgrimm e Gustav Leonhardt de reconstrução da interpretação original a partir do estudo de fontes antigas. Foi um dos responsáveis pela reabilitação do pianoforte.
Entre suas muitas premiações e distinções estão a Cruz de Honra Austríaca de Primeira Classe, o Anel Beethoven, a Medalha Mozart, o Prêmio Schumann, o Prêmio Jakob Prandtauer da cidade de Sankt Pölten e a Legião de Honra.